# Cerovci
Cerovci (en serbe cyrillique : Церовци) est un village du nord du Monténégro, dans la municipalité de Pljevlja.

## Démographie

### Évolution historique de la population
| 1948 | 1953 | 1961 | 1971 | 1981 | 1991 | 2003 |
| ---- | ---- | ---- | ---- | ---- | ---- | ---- |
| 103  | 143  | 161  | 135  | 129  | 83   | 71   |